# Håstad
Håstad is een plaats in de gemeente Lund, in de Zweedse provincie Skåne län en het landschap Skåne. De plaats heeft 121 inwoners (2005) en een oppervlakte van 13 hectare.